# Софийска планина
Софийска планина е планина в южния клон на Мургашкия дял на Западна Стара планина в Област София и Софийска област, северна ограда на Софийската котловина.

## Географско положение, граници, големина
Софийска планина се простира на повече от 35 км северно от Софийската котловина, а ширината ѝ е 10 – 12 км. От запад долината на Крива река (ляв приток на Блато от басейна на Искър) я отделя от Три уши, а северната граница с Мала планина следи долината на река Дълбочица (ляв приток на Искър). Границата с Голема планина минава по долината на Батулийска река от Искър до водослива на река Елешница. Чрез седловина висока 1091 м се свързва на изток с планината Мургаш. Между град Нови Искър и село Реброво на протежение от 13,5 км се проломява от река Искър.
Билото ѝ е плоско и заравнено, разположено на 900 – 1000 м н.в., над което стърчат отделни върхове.

### Върхове
Най-висока точка е връх Готен (1294,3 м), разположен в най-източната ѝ част, на около 3,5 км по права линия северно от град Бухово.
| Име   | Кота (m) |
| ----- | -------- |
| Готен | 1294,3   |

## Геоложки строеж
Образувана е върху южното бедро на Свогенската антиклинала. Южният склон е изграден предимно триаски пясъчници и конгламерати. В ограничено количество се разкриват палеозойски кристалинни скали и гранити. Във връзка с геоложкия ѝ строеж са и почти изчерпаното железнорудно находище в района на Кремиковци. Този южен склон е повсеместно запълнен с наносни конуси.

## Климат и води
Климатът е умерено-континентален със сравнително студена зима и прохладно лято.

## Почви
Почвите са кафяви горски, канелени горски и сиви горски.

## Флора
Планината е силно обезлесена, като растителността е дълбоко антропогенно променена. Запазените на отделни места гори са предимно от горун и габър. В миналото са провеждани мероприятия за залесяване с иглолистни гори.

## Защитени територии
- Кътински пирамиди – природна забележителност

## Населени места
Във вътрешността на планината, в Искърския пролом са разположени селата Владо Тричков и Луково и големите вилни зони „Луково“ и „Ромча“, а в западната ѝ част село Царичина. По южното ѝ подножие от изток на запад са разположени град Бухово, кварталите на София „Сеславци“ и „Кремиковци“, селата Локорско, Войнеговци и Подгумер, град Нови Искър и селата Кътина, Балша, Драговищица и Градец. По северното ѝ подножие са селата Церецел, Реброво, Батулия, Бакьово и Ябланица.

## Пътища
През планината, по долината на река Искър, от Реброво до Нови Искър, на протежение от 15 км преминава участък от второкласен Републикански път II-16 от Държавната пътна мрежа Ребърково – Своге – София. Успоредно на пътя преминава и част от трасето на жп линията София – Горна Оряховица – Варна.
По западното подножие, на протежение от 6,3 км, преминава участък от второкласен Републикански път II-81 София – Монтана – Лом.

## Туризъм
В южното подножие на планината, близо до село Кътина се намират Кътинските земни пирамиди – земни и скални образувания. Пирамидите са туристически обект, официално са обявени за природна забележителност на 10 април 1962 г. Разположени са на площ от 12,50 хектара. В последните десетилетия броят и размерите на пирамидите намалява.
По южното подножие на планината се намират и православните манастири:
- Балшенски манастир
- Курилски манастир
- Подгумерски манастир
- Кремиковски манастир

## Топографска карта
- Лист от карта K-34-47. Мащаб: 1 : 100 000.
- Лист от карта K-34-48. Мащаб: 1 : 100 000.